# 버락 오바마
버락 후세인 오바마 2세(영어: Barack Hussein Obama II, 문화어: 바라크 후쎄인 오바마 2세, 1961년 8월 4일~)는 미국 제44대 대통령이다. 2008년 미국 대통령 선거에 민주당 소속으로 출마, 미국 역사상 최초의 아프리카계 미국인 대통령에 당선되었으며, 2012년 미국 대통령 선거에서 재선에 성공해 총 8년의 임기를 마치고 퇴임하였다.
케냐 출신의 아버지와 유럽계 미국인 어머니 사이에서 태어난 물라토로, 콜럼비아 대학교와 하버드 로스쿨을 졸업하였으며, 로스쿨 재학 시절 하버드 로리뷰의 흑인 최초 편집장으로 활동하였다. 대학 졸업 후 로스쿨에 입학하기 전에 시카고에서 지역사회 조직가로 활동하였다. 그는 로스쿨 졸업 후 시카고로 돌아가 민권 변호사로 일하였으며 시카고 대학교 로스쿨에서 1992년부터 2004년까지 헌법학을 가르쳤다.
1997년에서 2004년 사이에 그는 일리노이주 의회 상원에서 3선하였다. 2000년 미국 하원 선거에서 의석을 얻지 못한 그는 2004년에 상원 선거에 출마하였다. 2004년 3월 민주당 예비 선거에서 그가 승리하였으며, 2004년 7월 민주당 전당 대회의 그가 맡은 기조 연설이 황금 시간대에 TV로 방영되는 등 일리노이 출신 상원 의원 선거 유세를 하면서 여러 사건을 통해 그는 전국적인 관심을 끌었다.
2007년 2월에는 대통령 선거에 출마하였는데 2008년 민주당 대통령 후보 예비 선거에서 힐러리 클린턴과 치열한 유세전을 벌인 끝에 그는 민주당 대선 후보로 지명되었다. 2008년 11월 대통령 선거에서 그는 공화당 후보인 존 매케인을 압도적인 표차로 대통령에 당선되어 2009년 1월 20일에 제 44대 미국 대통령으로 취임하였다. 그리고 2009년에는 노벨 평화상을 수상하였다.
2012년 11월 6일 열린 2012년 미국 대통령 선거에선 민주당의 재선 후보로 지명되어 밋 롬니 후보를 332 대 206으로 누르고 연임에 성공하였다.

## 생애

### 젊은 시절
미국 하와이주 호놀룰루의 카피올라니 병원에서 캔자스주 위치토 출신의 영국계 미국인 앤 던햄과 케냐 식민지 니안자 주 니양오마 코겔로 출신의 루오족 버락 오바마 시니어 사이에서 태어났다. 오바마의 부모는 1960년, 아버지 오바마가 해외 장학생으로 있던 마노아의 하와이 대학교의 러시아어 수업에서 만났다. 두 사람은 1961년 2월 2일에 결혼하였으며, 같은 해 버락 오바마가 태어났다. 그가 2살이던 해 오바마 부부는 별거하였으며, 1964년에는 이혼에 이르렀다. 오바마의 아버지는 재혼하여 케냐로 돌아가 두 아들 데이비드(David)와 마크 은데산조(Mark Ndesandjo)를 낳았다. 그는 1982년 교통사고로 죽기 전에 아들 오바마를 단 한 번밖에 보지 못했다.

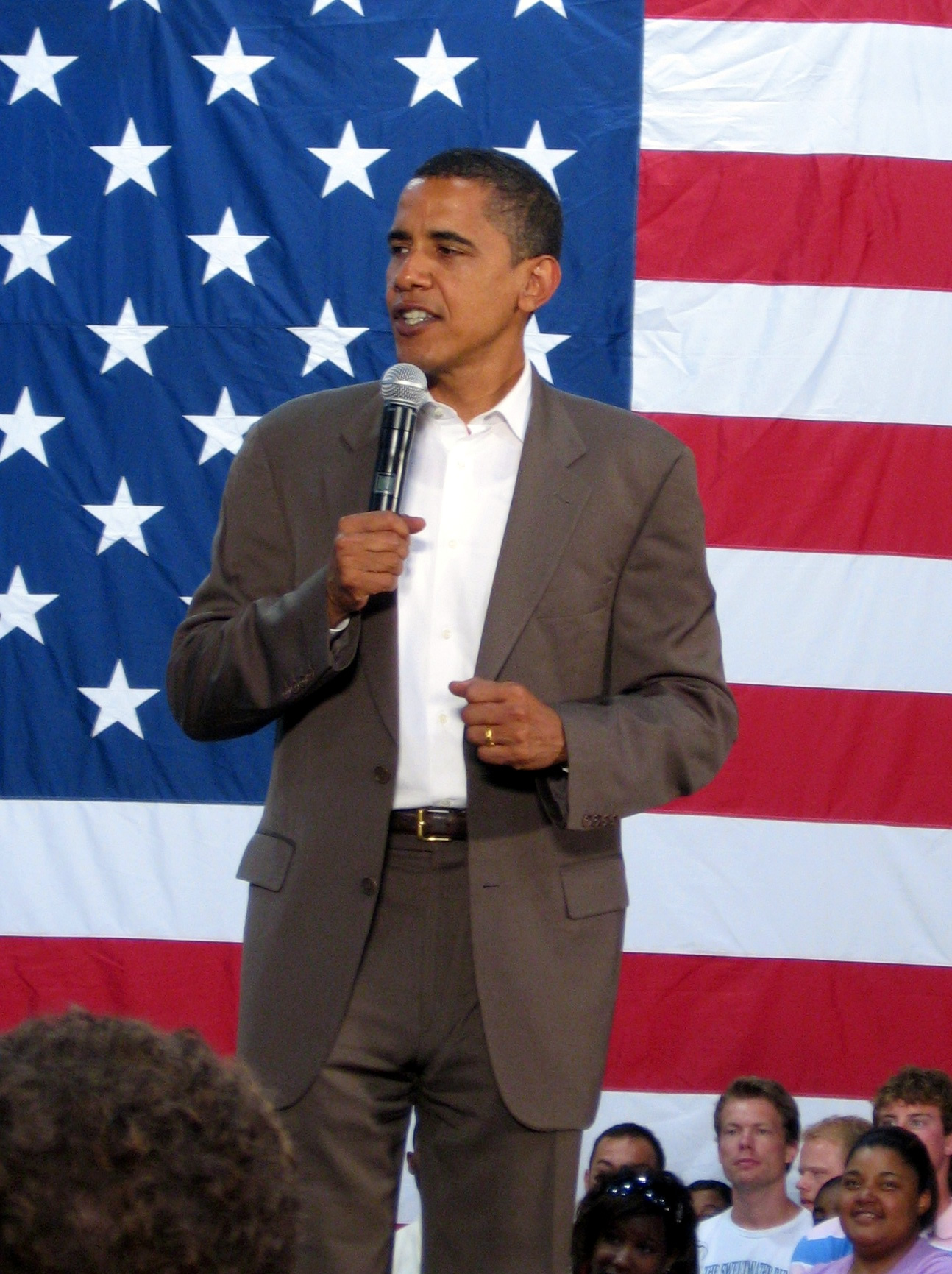
연설 중인 오바마(2007년)

한편 어머니 던햄은 하와이 대학에 다니는 인도네시아인 유학생 롤로 수에토로와 1965년에 결혼하였다. 이후 인도네시아의 군사 독재자 수하르토가 1967년에 정권을 잡자, 해외에 있던 모든 인도네시아 유학생들은 본국으로 소환되었으며 이에 따라 던햄과 수에토로 가족도 인도네시아로 이사갔다. 버락 오바마는 6살부터 10살 때까지 베수키 공립 학교와 아시시의 성 프란치스코 학교 등 자카르타의 지역 학교를 다녔다. 1971년 오바마는 외조부모인 매들린과 스탠리 아머 던햄과 같이 살기 위해 호놀룰루로 돌아왔으며, 사립 대학 예비 학교인 푸나후 학교에 5학년으로 전학하여 1979년에 고등학교를 졸업하였다.
오바마의 어머니는 1972년에 하와이로 돌아와 지내다가 1977년에 인도네시아에 인류학 현지 조사 일로 돌아갔다. 그는 마침내 1994년에 하와이로 돌아오지만, 1년 만에 난소암으로 세상을 뜨고 만다.
오바마는 어린 시절에 대하여 "아버지는 내 주변 사람들과 전혀 다르게 생겼다는 점 - 아버지는 피치처럼 시꺼멓고, 어머니는 우유처럼 하얗다 - 을 나는 개의치 않았다"라고 회상하였다. 그는 그의 투쟁을 자신의 다민족 혈통과 사회적 인식을 화해시키기 위한 어린 성년이라고 말하였다. 오바마는 호놀룰루에서 지낸 자신의 성장기를 반추하며, "하와이에서 얻는 기회(상호 존중의 분위기 속에서 다양한 문화를 경험한 것)는 내 세계관에서 중요한 부분이 되었으며, 내가 가장 아끼는 가치의 근간이 되었다"라고 썼다. 오바마는 또 십대 시절 알코올, 마리화나, 코카인을 복용한 사실에 대해 "나는 누구인가 하는 질문을 머리 속에서 잊으려" 했던 것이라고 밝혔다. 2008년 대통령 후보 공개 토론(Civil Forum on the Presidency)에서 오바마는 자신의 고등학교 시절 마약에 손 댄 일이 자신의 "최대의 도덕적 과오"라고 말하였다.
고등학교를 마친 뒤 오바마는 1979년 로스앤젤레스의 옥시덴탈 대학교에 입학하였다. 옥시덴탈에서 오바마는 여전히 흑인으로서의 자신의 정체성을 고민하였으며, Earl Chew 등과 함께 흑인 학생회 활동을 하였다. 2년 뒤인 1981년에는 뉴욕 시의 컬럼비아 대학교에 편입하여 국제 관계학을 주전공(specialty)으로 정치학을 전공하고, 1983년에 학사 학위를 땄다. 이 시기에 그는 잠시 뉴욕시 339 East 94번가에 있는 허름한 아파트에서 파키스탄 출신의 남성 불법체류자인 Sohale Siddiqi와 같이 살았다. 잠시 그와 함께 여자들과 어울리고 마리화나를 피는 등 방탕한 생활을 하였으나 곧 학업에 열중하였고 그와 헤어졌다. 그는 1년 동안 기업 국제 회사(Business International Corporation)와 그 다음으로 뉴욕 공공 이익 조사단(New York Public Interest Research Group)
에서 일하였다.

### 시카고 지역사회 활동과 하버드 법학대학원

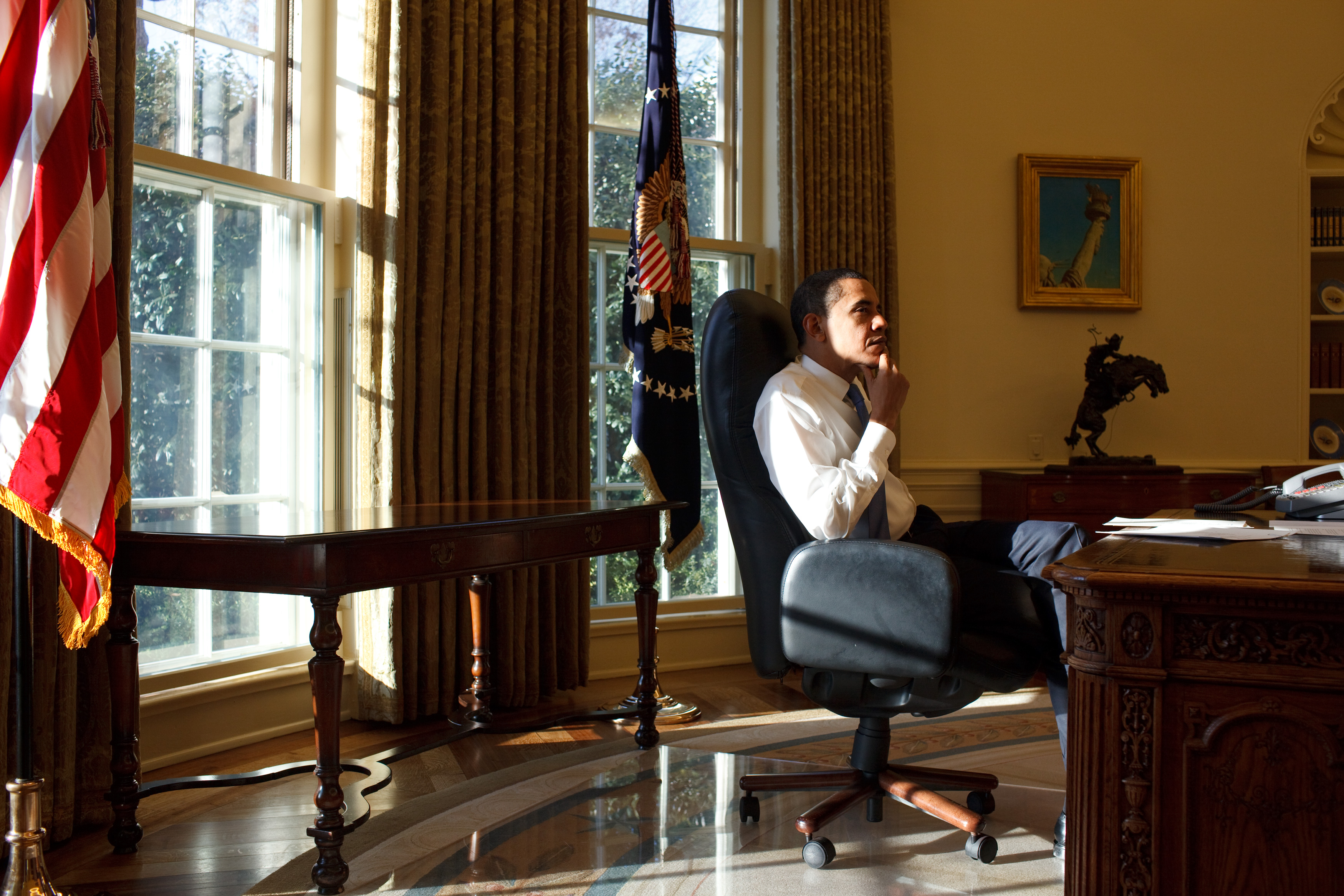
백악관 집무실에서의 오바마

오바마는 이복 동생의 죽음, 어머니의 삶 등에 영향을 받아 23세 때 시민단체 운동가(community organizer)로 일하기로 결심하였다. 이미 일하고 있던 직장에서 중간관리자로 승진하여 안정적인 삶이 보장된 상황에서 이는 파격적인 결정이었다. 시민여러 인권단체에 입사 지원서를 내었으나 거절당하였고, 최종적으로 제리 켈먼(Jerry Kellman)과 면접 후 시카고로 가서 '지역사회 개발 프로젝트'(DCP)에 감독으로 일하였다. 시민운동가로서 그의 첫 월급은 한화 150만원 정도인 1,200달러였다. 이 기관은 원래 시카고의 사우스 사이드의 그레이터 로즈랜드(로즈랜드, 웨스트 풀먼, 리버데일)에 있는 8개 천주교 교구로 구성된 교회 기반의 공동체 조직이었다. 그는 이 곳에서 1985년 6월부터 1988년 5월까지 지역사회 조직가로 일하였다. DCP 감독으로 3년 동안 일하면서, 그의 직원 수는 1명에서 13명으로 연간 예산은 70,000 달러에서 400,000 달러로 늘었다. 그는 알트겔드 가든스의 주민 권리 조직, 직업 훈련 프로그램, 대학 예비 지도 프로그램 설립을 지원하였다. 오바마는 또 지역 사회 조직 기관인 개메일리얼 재단에서 고문이자 지도자로 일하였다. 1988년 중반에 그는 3주 동안 처음으로 유럽 여행을 갔으며, 5주간 케냐를 여행하여 그 곳에서 처음으로 자신의 여러 부계 친척들을 만났다. 시간이 지나 2006년 8월에 오바마는 다시 아버지의 고향인 케냐 서부 키수무의 시골 마을을 다시 찾게 된다.
1988년 말에 오바마는 하버드 법학대학원에 입학하였다. 그는 1학년 후 여름에 하버드 법학대학원 대표 간행물 《하버드 로리뷰》(Harvard Law Review)의 편집인(editor)으로 선발되었으며, 2학년 재학 중에는 편집장(President)이 되었다. 오바마는 1학년 후 여름에는 시카고 로펌 시들리 오스틴(Sidley Austin)의, 그리고 2학년 후 여름에는 시카고 로펌 홉킨스 & 서터(Hopkins & Sutter)의 여름 인턴변호사(Summer Associate)로 일하였다. 시들리 오스틴에서 여름 인턴변호사로 근무하던 시절 미셸 로빈슨을 대학원 선배이자 멘토 변호사로 만났다. 1991년 하버드 로스쿨에서 마그나 쿰 라우데(magna cum laude)급의 우수한 성적으로 법무석사(J.D.) 학위를 취득한 뒤, 시카고로 돌아갔다. 오바마가 흑인으로는 처음으로 하버드 로리뷰의 편집장에 당선된 일은 전국적인 언론의 조명을 받았으며, 이 시기에 인종 관계에 대해 출판 계약을 맺게 되었으나 개인 회고록에 그쳤다. 이 육필 원고는 1995년 중반에 《내 아버지로부터의 꿈》으로 출판되었다. 1992년 10월 미셸 로빈슨과 결혼했다.

### 시카고 귀환
1992년 4월부터 10월까지, 오바마는 일리노이 주의 투표 프로젝트(Project Vote)를 감독하여 직원 10명과 자원봉사자 700명과 함께 투표자 등록 사업을 했는데, 일리노이 주의 아프리카계 미국인 투표자 미등록자 400,000명 가운데 150,000명을 투표자로 등록하여 목표를 달성하였으며, 이 일로 '크레인스 시카고 비즈니스'(Crain's Chicago Business)에서는 오바마를 1993년, 지도자가 될 "40세 이하 40인" 가운데 한 사람으로 등재하였다.

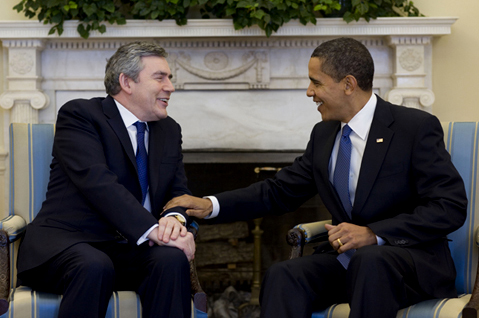
고든 브라운 영국 총리와 정상회담을 하고 있는 오바마(오른쪽)

12년 동안 오바마는 시카고 대학교 로스쿨에서 헌법학(constitutional law) 교원으로 일했는데, 1992년부터 1996년까지는 강사로, 1996년부터 2004년까지는 상임 강사를 지냈다. 1993년에 그는 데이비스, 마이너, 반힐 & 갤런드(Davis, Miner, Barnhill & Galland) 로펌의 변호사 12명에 합류하여 공민권 소송과 지역 경제 발전 분야를 맡았는데, 여기서 그는 1993년에서 1996년 사이 3년간 변호사(associate)이었으며, 법무 면허(law licence)가 비활성 상태였던 2002년을 빼면 1996년에서 2004년까지는 법률 고문(of counsel)을 지냈다.
오바마는 1992년 공공 동맹(Public Allies)의 이사회 창립 회원이었으며, 1993년 초 아내 미셸이 시카고 공공 동맹의 초대 집행 이사가 되기 전에 사임하였다. 그는 1985년에 지역사회 개발 프로젝트(DCP)에 처음으로 자금 지원을 한 재단인 시카고 숲 기금의 이사회에서 1992년에서 2002년까지 일하였으며, 또 조이스 재단 이사회에서도 일했다. 오바마는 1995년부터 2002년까지 시카고 애넨버그 챌린지(Chicago Annenberg Challenge) 이사를 지냈으며, 1995년에서 1999년 사이에는 이사회 초대 의장이었다. 그는 또 법적 민권을 위한 시카고 변호사 위원회(Chicago Lawyers' Committee for Civil Rights Under Law)와 지역 기술 센터(Center for Neighborhood Technology), 루제니아 번스 호프 센터(Lugenia Burns Hope Center) 이사회에서도 일했다.

## 정치 경력 (1996년 ~ 2008년)

### 주 의원 (1997년 ~ 2004년)

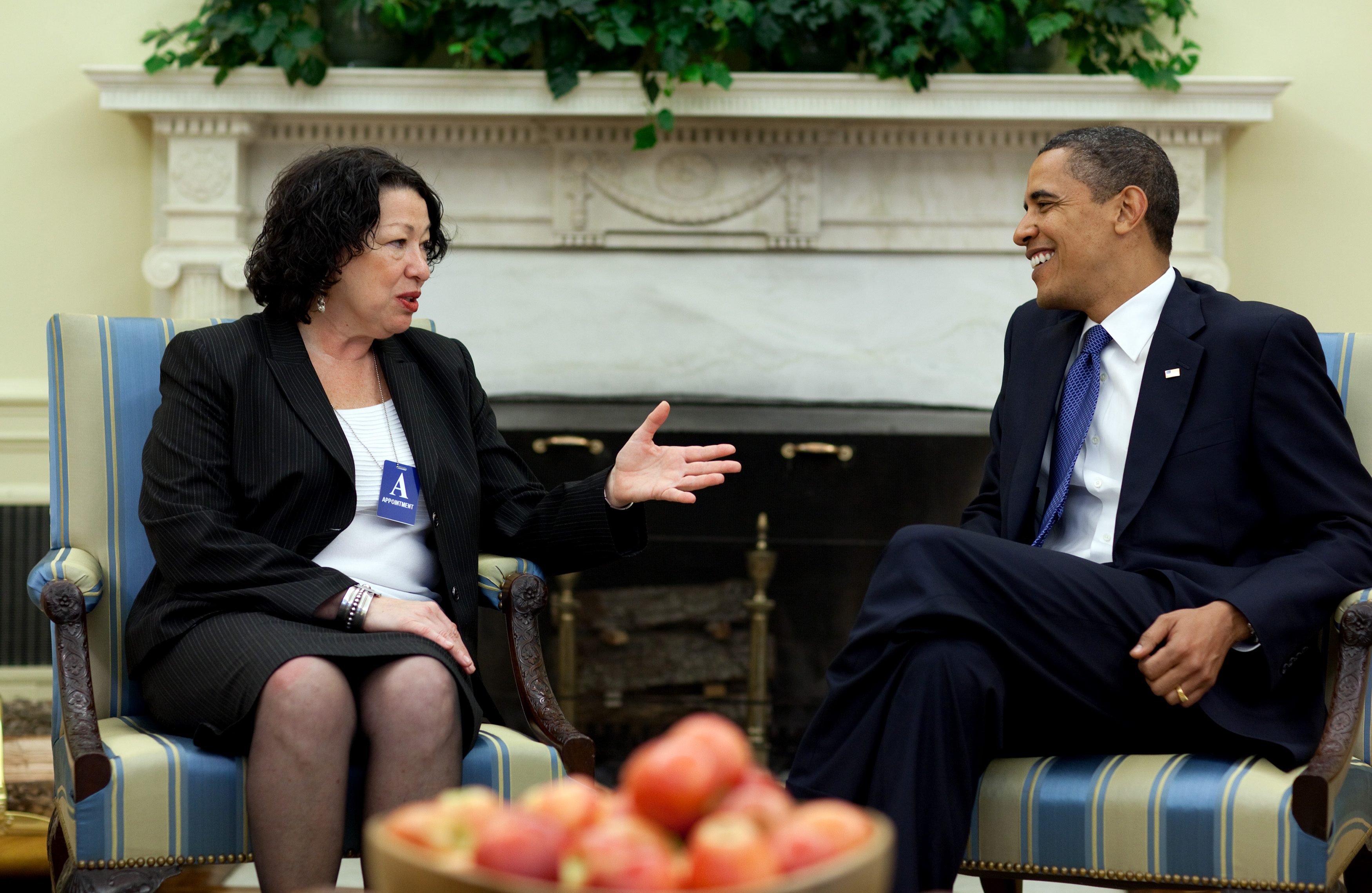
소니아 소토마요르 대법관(왼쪽)과 얘기를 나누고 있는 오바마

1996년 오바마는 앨리스 팔머 의원의 뒤를 이어 일리노이주 의회 상원에 선출되었는데, 그의 선거구는 당시 하이드 파크-켄우드에서 남쪽으로는 사우스 쇼어, 북쪽으로는 시카고 론에 이르는 시카고 사우스 사이드 주변 지역인 일리노이 제13구였다. 상원 의원이 된 오바마는 윤리 및 의료 입법에서 민주-공화 양당의 지지를 받았다. 그는 저소득 노동자의 세액 공제를 올리는 법안을 발의하였으며, 복지 개혁을 놓고 협상했고, 아동 의료 보조금을 높이고자 노력하였다. 2001년, 양당 합동 행정 조례 위원회 공동 의장인 오바마는 공화당 출신의 라이언 주지사의 초고금리 소액대출 일부 제한과, 주택 압류 방지를 위한 약탈적인 부동산 담보 대출 제한을 지지하였다.
오바마는 1998년에 총선에서 공화당 후보 예세 예후다(Yesse Yehudah)를 물리치고 일리노이주 의회 상원에 재선출되었으며, 2002년에도 다시 선출되었다. 2000년에, 그는 미국 하원 후보 경선에 도전하였으나, 당시 4선 현직 의원이었던 바비 러시의 득표에 절반 수준만을 얻은 채 패배하였다.
2003년 1월, 십여 년간 소수당이었던 민주당이 다시 다수당의 지위를 회복하면서, 오바마는 일리노이주 의회 상원의 의료 및 인간 서비스 위원회 의장이 되었다. 그는 경찰이 구금한 운전자의 인종을 기록하도록 규정하여 인종차별적 검문 관행(racial profiling)을 감시하는 법안과 더불어 (미국에서 최초로) 살인 사건 심문을 반드시 비디오로 기록하도록 규정하는 법안을 발의하여 만장일치의 초당적인 지지로 통과시켰다. 2004년에 오바마가 미국 상원 총선에 출마해 유세할 당시, 경찰 대표자들은 오바마가 사형제 개혁 법령화를 위한 경찰 단체에서 그가 활발하게 활동했다고 찬사를 보냈다. 2004년 11월에 오바마는 일리노이주 의회 상원 의원직에서 사임하고, 다가오는 미국 상원 선거에 도전하게 된다.

### 2004년 미국 상원 선거 출마
2002년 5월, 오바마는 2004년 미국 상원 선거에서 자신의 가능성을 가늠하고자 여론 조사를 의뢰하였으며, 2002년 8월에 선거 운동 위원회를 조직하고, 기금을 모으기 시작했으며, 정치 매체 고문인 데이비드 액설로드를 끌어들였고, 2003년 1월에 선거 출마를 공식 발표하였다. 공화당 현직 피터 피츠제럴드 의원과, 민주당의 캐럴 모즐리 브라운 전 의원이 후보 경선 불참을 결정하면서, 민주당과 공화당 후보 경선은 후보 15명이 난립한 각축전을 벌이게 된다. 선거에 출마한 오바마는 액설로드의 지원으로 해럴드 워싱턴 전 시카고 시장의 이미지와 일리노이 출신의 폴 사이먼 전 상원 의원의 딸에게서 받은 지지를 내세워 선전하였다. 2004년 3월 후보 경선에서, 오바마는 일곱 후보 가운데 52%를 득표하여 차점자인 일리노이주 감사관 (State Comptroller) 덴 하인즈(Dan Hynes)보다 29%가 많은 표를 얻어 예상치 못한 대승을 거두었는데, 이 일로 그날 밤 그는 민주당의 전국적인 신예 정치인으로 부상했으며, 장래 대선 도전도 고려해보게 된다.

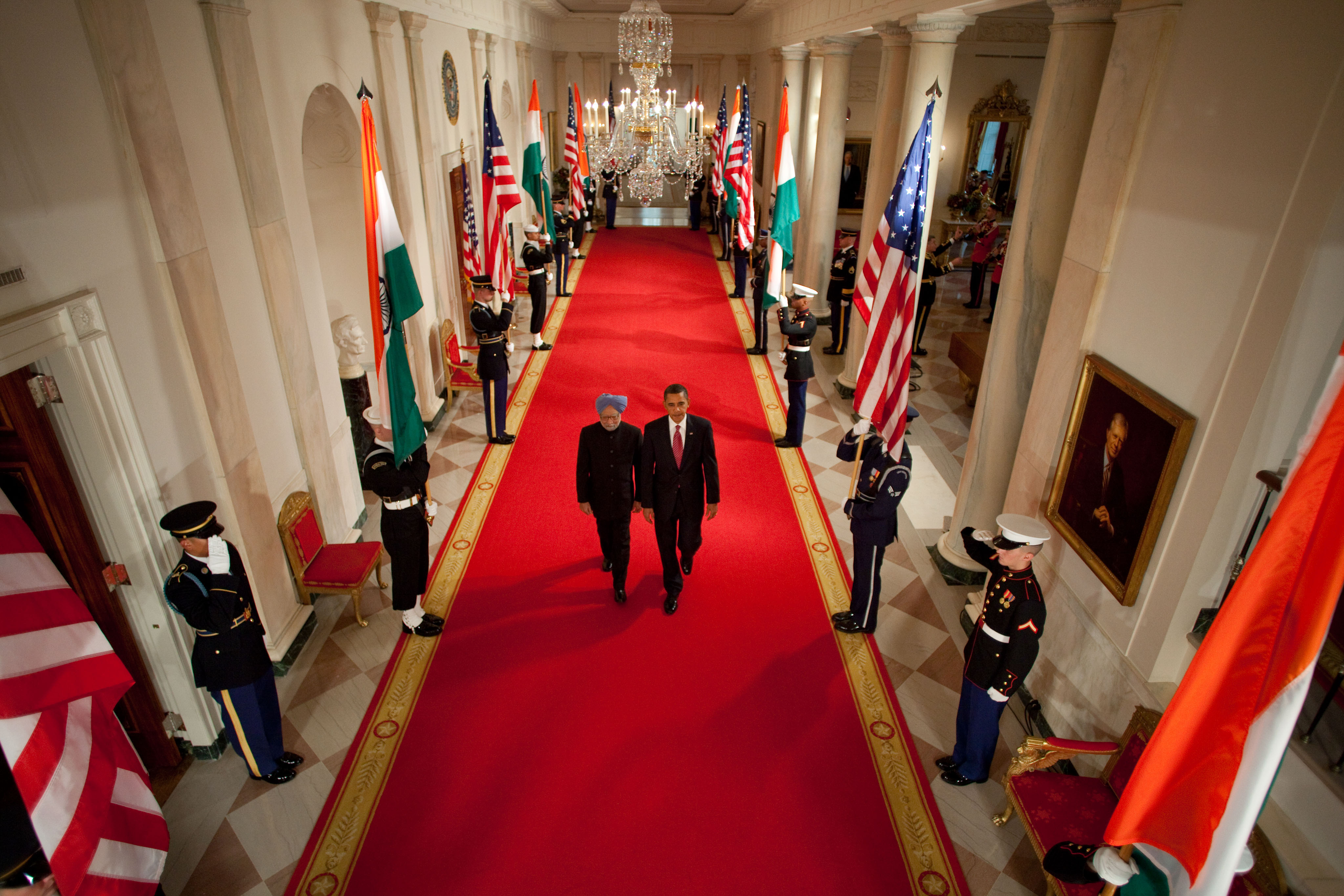
만모한 싱 인도 총리와의 정상회담 끝난 후 싱 총리와 같이 기자회견장으로 들어가고 있는 오바마

2004년 7월 27일, 오바마는 매사추세츠 주의 보스턴에서 열린 2004년 민주당 전당 대회에서 기조 연설을 했다. 이 연설은 ABC, CBS, NBC 등 주요 상업 TV 방송사에서 중계되지는 않았으나, 총 910만 시청자들이 오바마의 연설을 보면서 전당 대회의 주요 사건으로 주목을 받았으며, 그의 당내 위상도 높아졌다.
오바마가 총선 상대로 예상했던 경쟁자이며 공화당 후보 경선에서 승리한 잭 라이언은 2004년 6월, 미국 상원 의원 후보직을 사퇴하였다. 두 달 뒤, 앨런 키스가 라이언 후보를 대신하여 일리노이의 미국 상원 의원 공화당 후보 지명을 받아들였다. 메릴랜드에서 오랫동안 살았던 키스는 총선 후보로 지명되면서 일리노이 거주자로 등록하였다.// 2004년 11월 총선에서 오바마는 27% 득표한 키스를 제치고 70%의 표를 얻어 상원 의원에 선출되었는데, 이는 일리노이 선거사상 가장 큰 득표차였다.

### 미국 상원 (2004년 ~ 2008년)
2005년 1월 4일, 오바마는 상원 의원에 취임 선서를 하였다. 오바마는 미국 역사상 아프리카계 미국인으로서는 다섯 번째로 상원 의원이 되었으며 세 번째로 직접 선거로 선출된 사람이었다. 또 원내 흑인회(Congressional Black Caucus)의 유일한 상원 의원이기도 하였다. 비당파적 매체인 CQ 위클리 지는 2005년~2007년의 모든 상원 득표를 분석한 자료를 토대로, 오바마를 '성실한 민주당원'이라고 썼다. 내셔널 저널 지는 2007년의 선별된 득표를 평가한 자료를 근거로 그를 '가장 자유주의적인' 상원의원으로 등재하였으며, 2005년에 16위로, 2006년에는 10위에 등재된 바 있었다. 2008년에 Congress.org에서는 오바마를 가장 강력한 상원의원 11위로, 그리고 일리노이주에서 72%의 지지를 받아 상원에서 가장 인기있는 정치인으로 등재하였다. 2008년 11월 13일, 오바마는 레임덕 회기가 시작되기 전인 16일에 의원직에서 사임하여 대통령 선거 준비에 돌입하겠다고 발표하였다. 그리하여 그는 의회 레임덕 회기에 대통령 후보자와 상원의원직의 지위가 충돌하는 일(워렌 하딩 이래 그런 예가 없었다)을 피할 수 있었다.

#### 입법
오바마는 2005년 에너지 정책법안에 찬성표를 던졌으며, 미국 안보와 절차적인 이민 법안을 공동 발의하였다. 2006년 9월, 오바마는 이와 관련된 법안인 2006년 국경 방책 법안도 지지하였다. 그는 자신의 이름을 붙인 두 법안을 발의하였는데, 하나는 '루거-오바마 법안'으로 이는 재래식 무기에 대한 넌-루가 공동 위기 감축 법안으로 확대되었으며, 다른 하나는 연방 지출에 관한 검색 엔진인 USAspending.gov를 설립하도록 규정한 코번-오바마 투명성 법안이었다. 2008년 6월 3일, 오바마는 토마스 R. 카퍼, 톰 코번, 존 매케인 상원의원과 함께 '2008년 연방 지출의 투명성 및 책임성 강화 법안'을 함께 발의하였다.

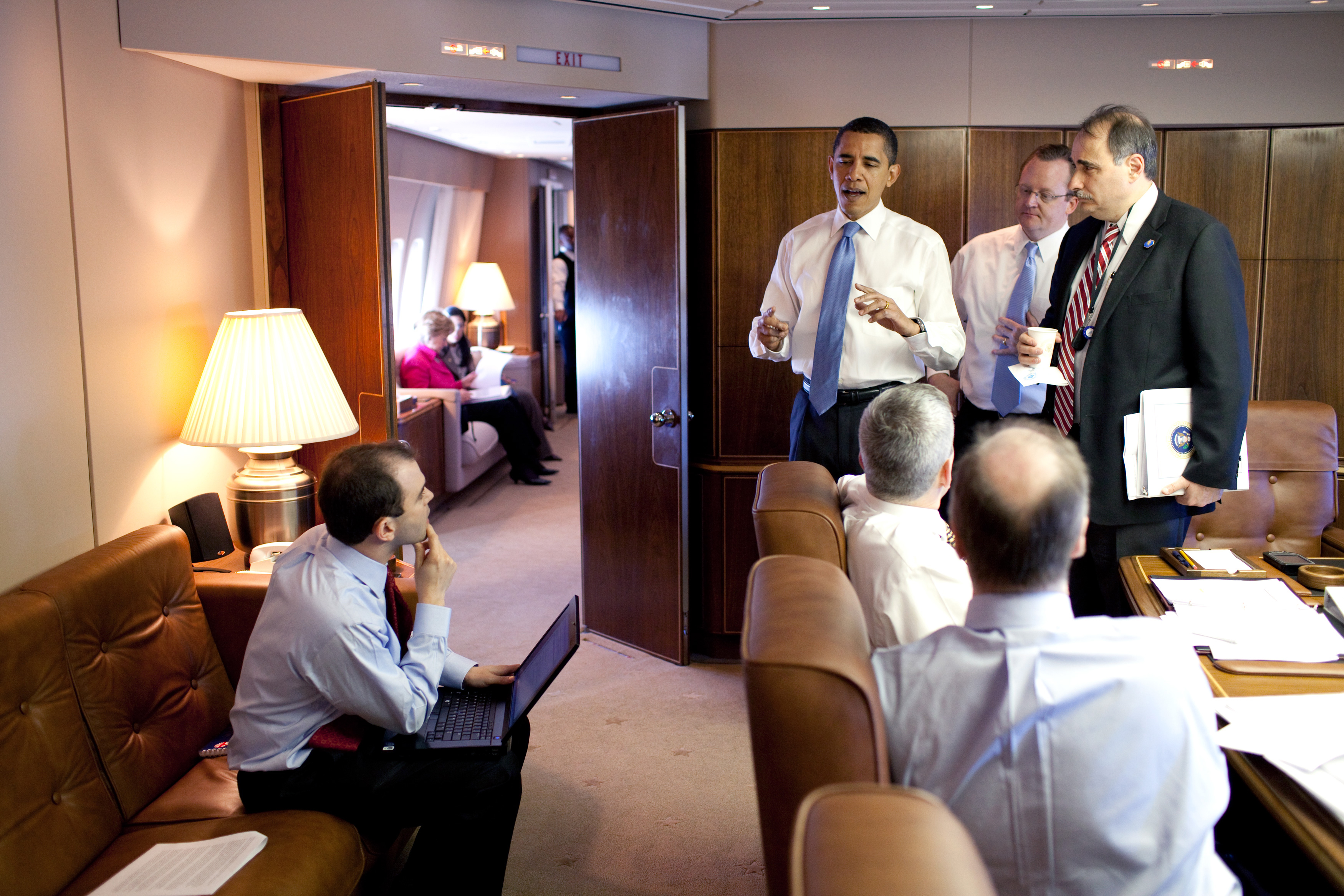
대통령 전용기에서 참모진들과 얘기를 나누고 있는 오바마

오바마는 핵 발전소 소유주가 주 정부와 지방 당국에 방사능 유출에 대해 통지해야 하도록 규정한 법안을 발의하였으나, 이 법안은 상임 위원회에서 크게 수정되고도 상원 총회에서 통과되지 못하였다. 오바마는 소송 개혁에 부정적이지 않았으며, 2005년 집단소송 공정법과 더불어 국가안보국 불법 도청에 공모한 통신 회사에 민사 책임을 면제하는 FISA 수정 법안에도 찬성하였다.
2006년 12월, 조지 W. 부시 대통령이 콩고 민주 공화국의 구호, 안보, 민주주의 증진 법안에 서명하여 오바마가 주요 발의자로 만든 첫 연방 법안이 되었다. 2007년 1월, 오바마와 러스 페인골드 상원의원은 지도자 정직성 및 열린 정부 법안에 corporate jet provision을 도입하였으며, 2007년 9월에 법안으로 서명되었다. 또 오바마는 연방 선거에서 사기 행위를 법률로 금지하는 사기 행위 및 투표자 위협 방지 법안과 2007년 이라크 전쟁 확전 반대 법안을 발의하였으나, 둘 다 법으로 서명받지 못했다.
2007년 후반에 오바마는 방위 권한 부여 법안에 인격 장애를 겪는 군 제대자를 보호하도록 하는 조항을 삽입하는 수정 법안을 발의하였다. 이 수정안은 2008년 봄 상원 총회에서 통과되었다. 그는 이란의 석유 및 가스 산업에서 나온 주 정부 연금 기금을 몰수하도록 한 이란 제재 권한 부여 법안을 발의하였으나 상임위에서 통과하지 못했으며, 핵 테러 위험을 줄이는 법안에 공동 발의하였다. 오바마는 또 전투 관련 부상을 입은 군인의 가족에게 1년간 일자리를 보호하도록 규정한 주 정부 어린이 의료 보험 프로그램의 상원 수정안을 발의하였다.

#### 상임 위원회
오바마는 2006년 12월까지 외교, 환경 및 공공 사업, 퇴역병 문제를 담당하는 각 상원 상임 위원회를 맡아 활동하였다. 2007년 1월, 그는 환경 및 공공 사업 상임 위원회에서 나왔으며, 의료, 교육, 노동, 연금과 국토 안보 및 정무를 담당하는 상임 위원회에 추가로 들어갔다. 그는 상원 유럽 문제 부위원회의 의장이 되었다. 오바마는 상원 외교 상임위원 자격으로 동유럽, 중동, 중앙 아시아, 아프리카를 공식 방문하였다. 그는 팔레스타인 자치 정부의 대통령이 되기 전이었던 마흐무드 압바스와 만나기도 하였으며, 케냐 나이로비 대학교에서 케냐 정부의 부패를 비판하는 연설도 하였다.

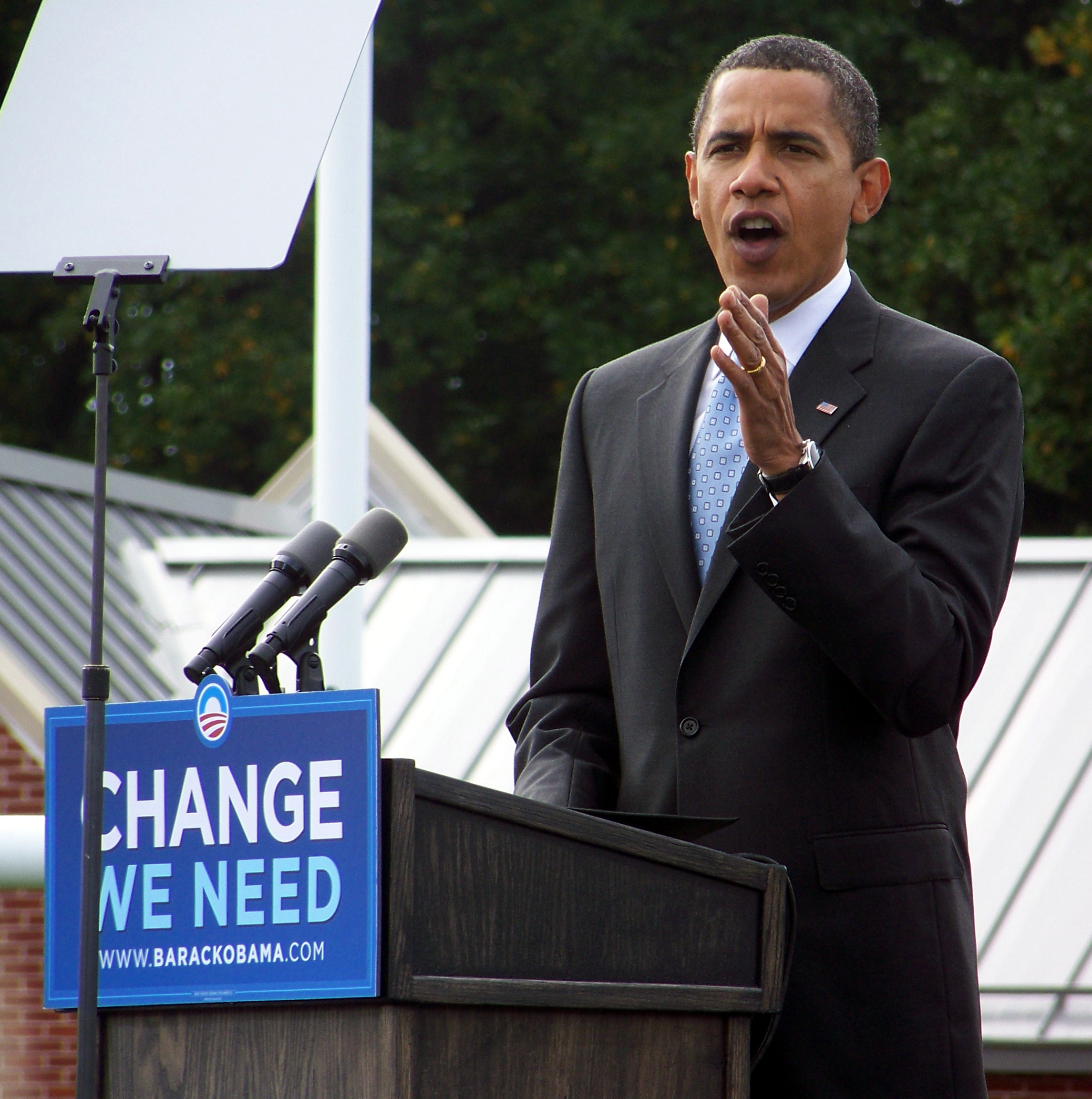
2008 대선 연설 중인 버락 오바마(2008년 10월 3일)

## 대통령 선거 출마
2007년 2월 10일, 오바마는 일리노이 스프링필드의 옛 주 정부 청사 건물 앞에서 미국 대통령 선거 출마를 발표하였다. 발표 장소를 이 곳으로 정한 데는 상징적인 이유가 있었는데, 1858년에 에이브러햄 링컨이 역사적인 "갈라진 집" 연설을 했던 곳이 바로 이 곳이었기 때문이었다. 선거 유세를 하면서 오바마는 이라크 전쟁의 조기 종결, 에너지 자립 증대, 보편적인 의료 보험 제공의 사안을 강조하였다.
민주당 대통령 후보 경선에는 수많은 후보들이 뛰어들었다. 경선은 초기부터 오바마와 힐러리 로댐 클린턴 상원의원의 대결로 좁혀졌는데, 프라이머리 선거에서는 양 후보가 근소한 차이로 맞섰으나, 오바마가 장기적인 계획과 자금 확보면에서 우세하고, 코커스를 실시하는 주에서 갖춘 조직력을 잘 갖추었으며, 대의원 할당 규정도 더 유리하게 작용하여 대의원 수에서 점차 우위를 확보하게 되었다. 6월 3일, 모든 주의 대의원 수를 집계한 결과, 오바마가 민주당 대선 후보 예정자로 지명되었으며, 미네소타의 세인트 폴에서 승리 연설을 하였다. 6월 7일, 클린턴은 선거 유세를 접고, 오바마의 승리를 인정하였다.
오바마는 민주당 전당 대회를 앞두고 이제 공화당 대선 후보인 존 매케인과 대결하게 되었다. 2008년 8월 23일, 그는 델라웨어 출신 상원의원 조 바이든을 부통령 후보로 지명하여 러닝 메이트로 삼았다. 8월 25일에서 28일까지 콜로라도의 덴버에서 열린 민주당 전당 대회에서 힐러리 클린턴은 자신의 대의원과 지지자들에게 오바마를 인정할 것을 요청하였으며, 자신과 빌 클린턴이 오바마를 지지하는 연설을 했다. 오바마는 75,000여 명의 지지자에게 후보 수락 연설을 하고, 자신의 정책 목표를 제시하였는데, 이 연설은 전 세계 38백만 시청자들이 지켜보았다.
프라이머리에서 본 선거에 이르기까지 오바마의 선거 유세는 막대한 선거 자금 확보 기록을 세웠는데, 특히 소액 기부를 많이 받은 점이 특징이었다. 2008년 6월 18일, 오바마는 공적 선거 자금 제도가 생긴 1976년 이래 주류 정당 후보로는 처음으로 공적 선거 자금을 거부하였다.
매케인이 공화당 대선 후보로 지명되면서, 2008년 9월에서 10월 사이에 두 후보의 대선 후보 토론이 세 차례 열렸다. 11월에 오바마는 52.9%의 지지를 얻어 45.7%를 얻은 매케인을 눌렀으며, 인단 538표 가운데 365표를 얻어 173표를 얻은 매케인을 누르고 아프리카계 미국인으로는 처음으로 미국 대통령에 선출되었다. 오바마는 시카고의 그랜트 공원에서 지지자 수 만명 앞에서 선거 승리 연설을 했다.

## 대통령 당선

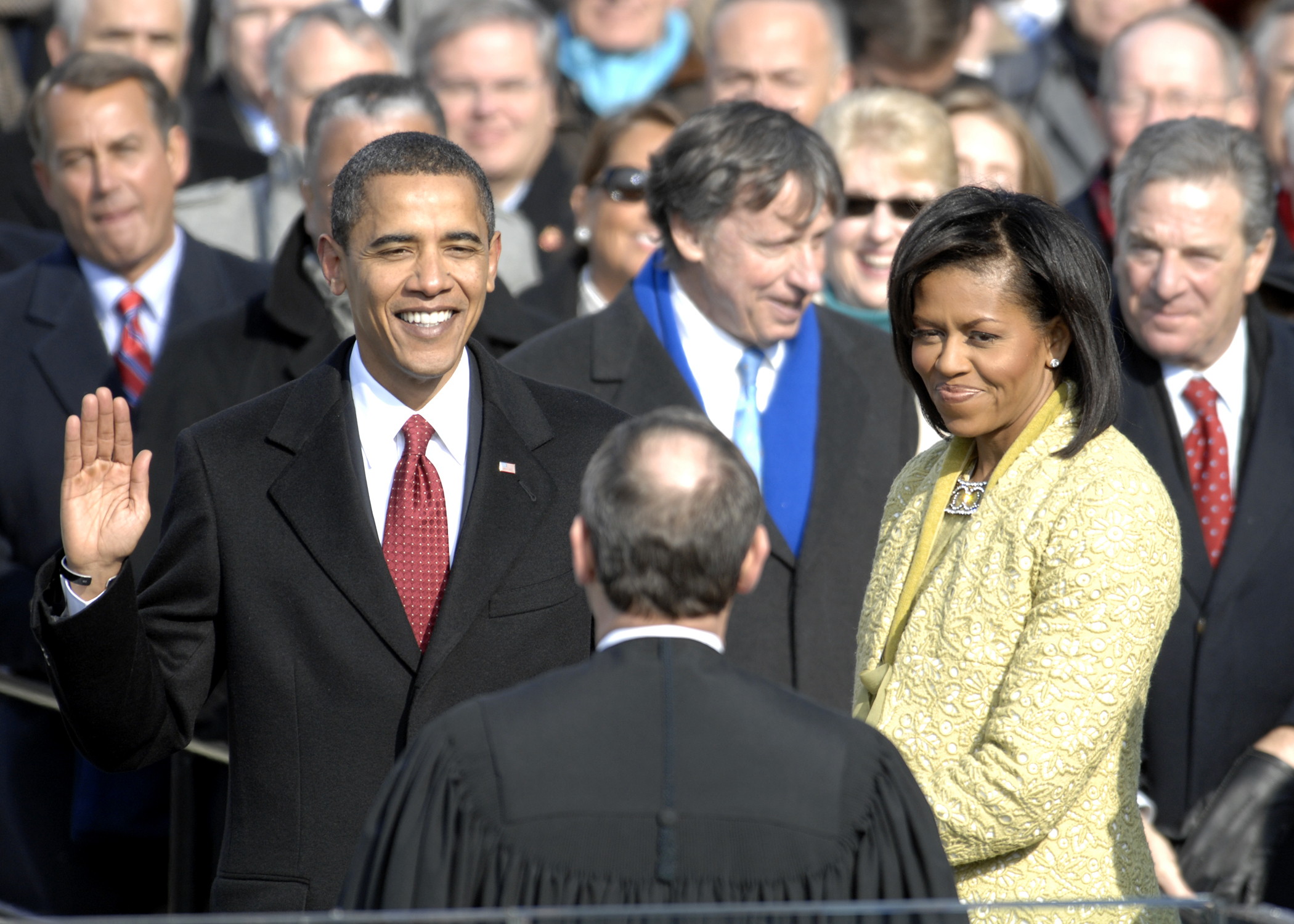
2009년 취임선서하는 버락 오바마(오른쪽은 미셸 오바마 여사)

오바마는 민주당 경선과정에서부터 주로 젊은층과 여성 및 사회적 소수계층에서 더 높은 지지를 받았으며, 이를 바탕으로 2008년 1월 3일에 치러진 아이오와주의 민주당 당원대회(caucus)에서 38%를 득표하여 30%를 득표한 존 에드워즈와 29%를 득표한 힐러리 클린턴을 제치고 승리하였다. 이후, 현지시간 2008년 11월 4일, 대통령에 당선되었다.
2008년 8월 27일에 열린 민주당 전당대회에서 만장일치로 지명된 미국연방상원의원 조셉 바이든(Joseph Biden, 델라웨어주)이 오바마의 부통령이며, 관례에 따라 먼저 취임선서를 하였다.
가족관계는 미셸 오바마 여사(Michelle Obama, 1964년 1월 17일 출생, 전 시카고대학교병원 부원장)와 두 딸들(말리아, 나타샤)이 함께 살고 있다.
현지시간 2009년 1월 20일 미국 제44대 대통령에 공식 취임하여 임기를 시작하였다.

## 재선 성공
오바마는 밋 롬니를 상대로 재선 경합을 벌였으며 이 재선에서 승리하여 대통령직을 계속 수행하게 되었다. 애초 워낙 박빙의 승부였으므로 누가 대통령에 당선될지 알 수 없는 상황이였으나 오바마가 오하이오주, 캘리포니아주 등 미합중국 대통령선거에 가장 큰 영향을 끼치는 주의 선거인단 확보에 성공하여 예상 외의 큰 표 차이로 재선에 성공하게 되었다.
2013년 1월 21일, 제45대 대통령 취임식을 시작으로 집권 2기를 시작하였고 2017년 1월 20일, 도널드 트럼프에게 정권을 이양함으로써 제 44대 대통령 임기를 마쳤다.

## 링컨을 존경하는 오바마
버락 오바마는 미국의 제16대 대통령인 에이브러햄 링컨 대통령을 존경하고 링컨 대통령이 남부 출신 연극 배우 부스에게 암살당한 장소에 방문하기도 했었다.
당시 19세기 시대 흑인들은 남부에 많이 치우쳐 있으면서 백인들에게 많은 차별 대우와 폭행, 욕, 일을 하는 등 여러 가지 고생을 했었는데 링컨은 자신이 백인이면서도, 변호사를 거쳐 대통령까지 되면서 흑인의 자유와 평등사상을 주장했으며, 투표권을 주장했다. 그러자 흑인을 둘러싸고 남부와 북부가 싸우는 남북전쟁이 일어났는데 남부가 우세하여 북부가 어려워지기만 했었다. 그래서 링컨대통령은 게티즈버그 연설을 하였으며 동시에 1월 1일부터 흑인을 해방시키겠다는 발표를 하였고, 흑인이 최초로 군대에 투입되기도 하였다. 하지만 본격적인 흑인 해방은 1865년에 북부가 완전히 남부를 이긴 다음에 이루어졌다. 이런 링컨 대통령의 평등주장이 결국엔 훗날 150년이나 지난 버락 오바마 대통령으로 이루었던 것이다.

## 주요 정책과 비판

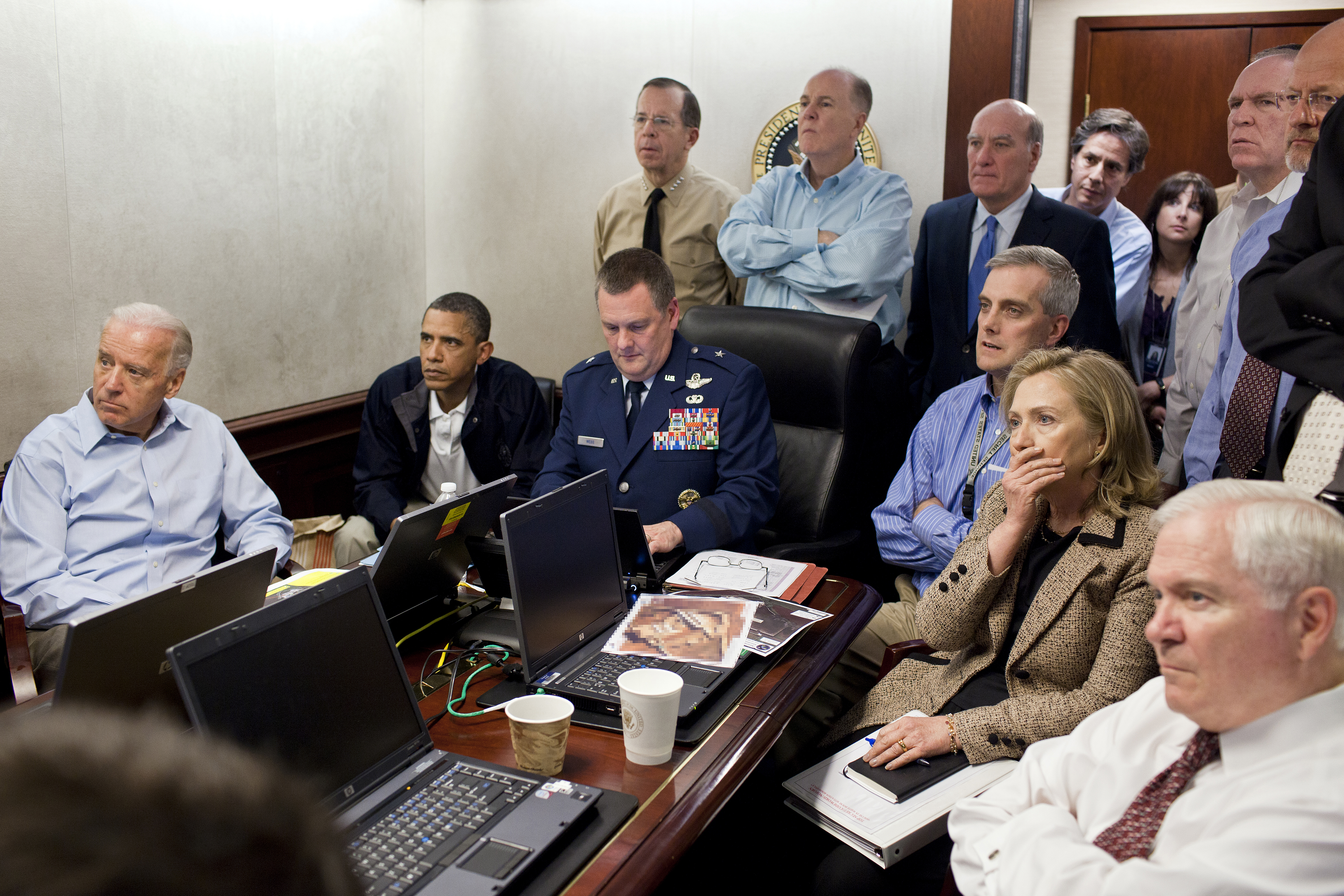
오사마 빈 라덴의 사살 소식을 듣고 있는 오바마와 그의 행정부

### 이라크 철수문제
일리노이주 의회 상원의원시절부터 부시 행정부가 전쟁의 명분으로 내세운 대량살상무기가 발견되지 않는 등 정당성이 있다고 보기 어려운 이라크 전쟁에 거듭 반대해온 그는, 집권시 2008년 3월까지 이라크에 파병된 자국 군인들의 완전한 철수를 핵심 공약으로 제시하였다. 하지만 그는 대통령이 된 후 16개월 후 군인들을 철수하는 것을 검토하겠다고 말했으며, 그 후에는 24개월로 말을 바꿨다.

### 복지강화
전 국민 건강보험 혜택(당선시 그의 첫 임기 말까지)과 우수한 인재 확보에 필요한 대학 교육 비용 절감 및 중산층과 서민을 위한 세금제도 개편 등 더욱 적극적인 사회복지정책들을 추진하고, 또한 지구 온난화 문제 해결을 위한 교토 의정서의 조속한 비준과 더불어 에탄올 등의 대체에너지 개발을 촉진하며, 초고속통신망의 조기 구축을 통한 지식정보화 강국 건설을 공약으로 내세웠다. 아울러, 지나치게 보수적이면서 땅에 떨어진 워싱턴 D.C. 기성 정치권의 신뢰 회복 및 공정하고 투명한 정치제도 개혁을 약속했다. 또한 그는 동성결혼과 낙태를 지지하며, 줄기세포연구에 대해서도 적극적인 찬성입장을 고수하고 있다.

### 정책에 대한 논란

#### 제임스 인호페 공화당 상원의원
미국 공화당이 오바마 대통령을 상대로 사회주의적 발상을 갖고 있다며 문제를 제기하면서 미국 정계 내 소위 '색깔논쟁'을 촉발하였다. 공화당의 제임스 인호페 상원의원은 최근 "민간 부문에 정부가 개입하는 것은 (계획경제가 특징인) 사회주의로 가는 가교"라며 오바마 정부를 비판하고 나섰다. 그는 오바마 대통령이 경제 회생 방편으로 추진해온 기업에 대한 공적자금 투입과 국유화, 민간보험인 의료보험을 국영화하여 의료보험 소외자들이 없게 하려는 의료보험 개혁 등이 사회주의적 발상에서 나왔다고 주장했다.

#### 존 뵈너 하원 원내대표
존 뵈너 공화당 하원 원내대표도 "지금이야말로 정부가 영원히 구제금융에서 손을 떼야 할 때"라고 오바마 정부에 대한 비판에 가세했다. 그러나 구제금융과 국유화 조치가 조지 W 부시 대통령의 공화당 집권기에 시작됐다는 점을 감안하면 이런 주장의 설득력은 크게 떨어진다는 시각도 있다. 오바마 대통령은 시카고에서 열린 미국의학협회(AMA) 연례회의에서 "의료제도를 개혁하려는 노력을 '의료제도의 사회주의화'라며 색깔론을 펴는 사람이 있다"며 "우리가 건강 보험의 고장 난 부위를 고치는 과정에서 잘 작동하는 부분을 잃을 수도 있다는 우려가 제기되고 있다"고 말했다.

#### 우익 인사 및 단체들의 비판
우익 성향의 학부모 단체들은 오바마 대통령이 연설을 통해 아이들에게 사회주의적인 의식을 불어 넣을 것이라며 학교 관계자들에게 자신의 자녀들을 제외해 줄 것을 적극 요청하고 나섰다. 오바마 대통령의 학교 연설에 대한 반대 의견이 강한 사람들이 많이 살고 있는 텍사스주를 중심으로 거세게 일면서 논란을 키우고 있다. 그들은 "나는 내 자녀들이 오바마 대통령으로 인해 사회주의적 물결에 휩싸이는 것을 원치 않는다"고 잘라 말했다. 샌드라 아브레바야 교육부 대변인은 "오바마 대통령의 연설은 정책 연설이 아니다"면서 "학생들에게 교육의 중요성을 역설하려는 것"이라고 밝혔다.
우익 인사들은 그의 생부가 미국의 저명한 사회주의자인 프랭클린 마샬 데이비스라고 주장한다. 그 근거로 프랭클린 마샬 데이비스가 스탠리 앤 던햄과 잠깐 교제했던 점과, 프랭클린 마샬 데이비스가 그의 할아버지 스탠리 아머 던햄의 오랜 친구로 가깝게 지냈다는 점을 들었다.

#### 의료보험 개혁논란
공화당원과 보수단체 회원, 무당파인 이들은 의료보험 개혁 반대 집회에 참가하기 위해 온 시위를 벌였다. 워싱턴이 격앙된 반오바마 구호에 파묻혀 있는 동안 오바마는 미네소타주에 모인 1만5000명의 군중 앞에서 의보개혁 관철 의지를 재확인해 박수를 받았다. 시위대는 워싱턴 펜실베이니아 거리를 따라 가두행진을 벌인 뒤 오바마가 8개월 전 취임선서를 한 의회의사당 주변을 둘러싼 채 의보개혁 반대 구호를 외쳤다.

#### 큰 정부론에 대한 반감
재정적자, 총기규제, 복지확대 등 집회 이슈는 광범위했지만 시위대가 공유한 정서는 '큰 정부'에 대한 거부감이었다. 시위에 참가한 톰 프라이스 공화당 의원은 "과식으로 터질듯한 정부를 먹이기 위해 내 아이와 손자의 돈을 낭비할 수는 없다."라고 주장했다. 일부 참가자들은 '오바마를 케네디(최근 타계한 에드워드 케네디 상원의원)와 함께 땅에 묻자', '사회주의를 원하면 러시아로 가라', '오바마케어는 역겹다.', '오바마 빈 라잉(9·11 테러 주역 오사마 빈 라덴에 빗대 오바마가 거짓말하고 있다는 뜻)'같은 구호를 외쳤다. 또 오바마를 아돌프 히틀러와 조커(영화 '배트맨'의 악당 캐릭터)로 패러디한 사진도 곳곳에 등장했다. 집회 참가를 위해 텍사스주에서 20시간이나 자동차를 운전해왔다는 코니 캐슬턴(52)은 "지금 상황에 분노하는 사람이 (여기 모인 이들보다) 훨씬 더 많다."라고 말했다. 집회는 티파티익스프레스, 프리덤웍스 등 공화당이 후원하는 보수단체들이 조직했다.

#### 민주당의 반론
때문에 민주당은 이번 시위를 "극우주의자들의 개혁 방해시도"라고 일축했다. 그러나 뉴욕타임스는 "오바마 정부 출범 이후 최대 규모 시위이자 의보개혁 반대 운동의 정점"이라며 "시위 규모에 당국이 놀랐다"라고 분위기를 전했다. 같은 시간 오바마는 미네소타주 미니애폴리스 타깃센터에서 대규모 연설을 갖고 의보개혁에 대한 강력한 의지를 재천명했다. 그는 "현 상황을 받아들이지 않겠다. 이번만은 안된다"며 "현재 상태를 유지하기 위해 똑같은 정치술수를 사용하는 것을 용납하지 않겠다"라고 강조했다. 이어 재무부 통계를 인용해 "향후 10년 이내에 65세 이하 미국인의 절반이 의료보험을 잃을 수 있다"며 개혁 필요성을 역설했다.

### 대 한반도 정책
2008년 2월 11일, 오바마는 자신이 속한 미국 연방상원 외교위원회에서 대한민국 행정부의 유은진 번역사를 거쳐 전해진 '남-북한 정부에 보내는 메시지'를 통해 한반도 문제에 대한 자신의 견해를 밝혔다. 이 발표문에서 북한의 핵 문제에 대해서는 전 부시 정권의 불안한 접근 방식 등으로 인해 북한으로 하여금 핵무기 보유를 확대하는 결과를 초래했다고 비판하면서, '북한에 어떠한 환상도 갖고 있지 않은' 자신이 집권하면, 단호하고 지속적으로 '한반도 비핵화'를 계속 추진할 것을 공언했다. 한미자유무역협정 비준 문제에서는 체결시 미국의 근로자들에게 매우 불리한 협정이 될 것이라며 비준 반대 및 재협상 입장을 밝혔다. 특히 상호호혜주의에 입각하여 "한국이 미국에 자동차를 파는 만큼 미국도 한국(시장)에 (자국의) 자동차를 팔 수 있어야 한다"며 자동차시장 분야에 문제를 집중 제기하였다.

## 여론 조사

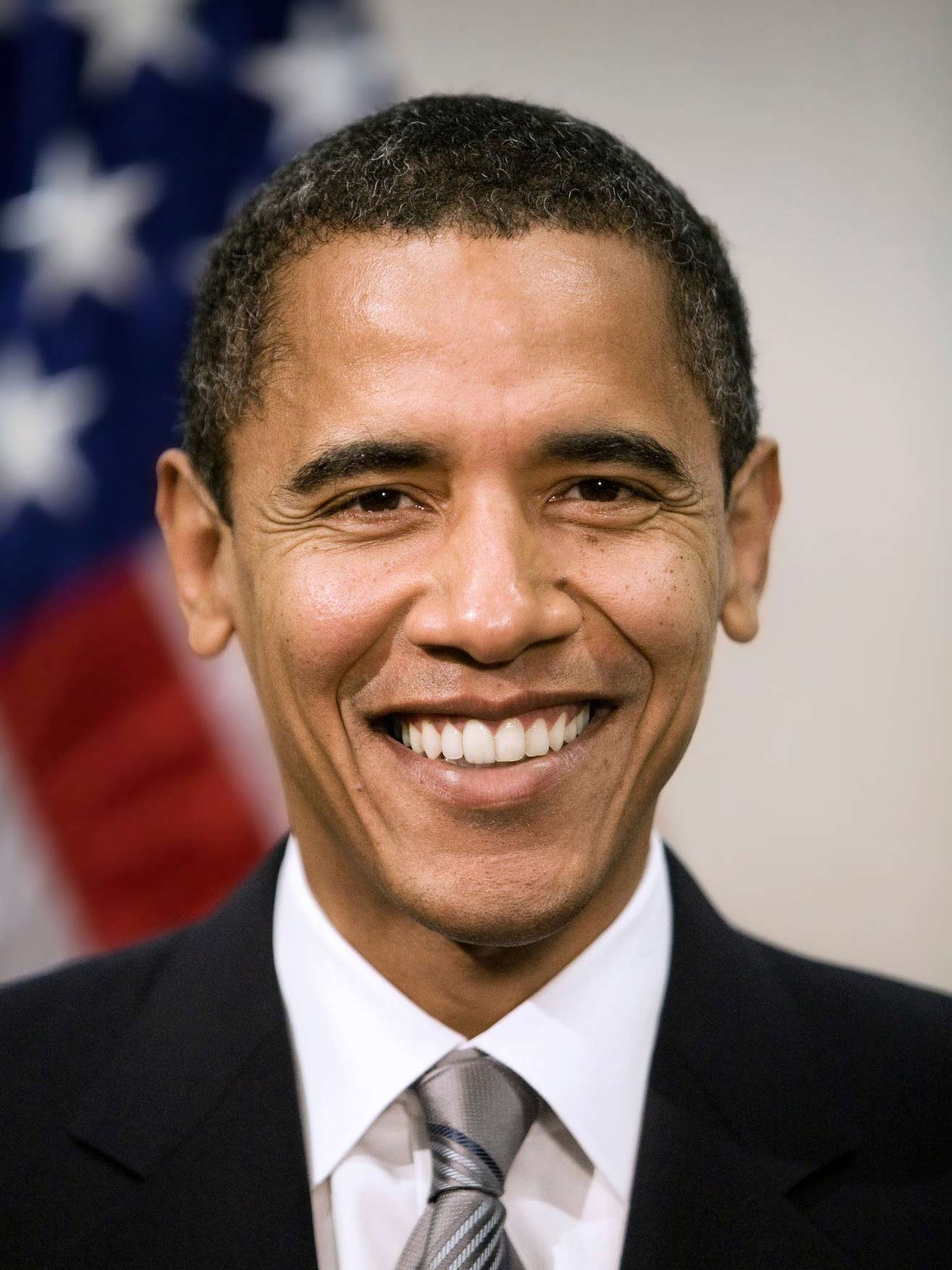
대통령직 인수위원회 시절 버락 오바마의 공식 사진

버락 오바마 미국 대통령(조사 당시엔 당선자)이 미국인이 세계에서 가장 존경하는 인물로 선정됐다. USA투데이와 갤럽이 2008년 12월 12~14일 미국인 1000여 명을 대상으로 실시한 전화 여론조사에서 오바마 당선인이 전체 응답자 가운데 32%의 지지를 얻어 남자 부문 1위에 올랐다. 대통령 당선인 신분으로 1위에 오른 경우는 1948년 이후 50여 년 만에 처음이다. 11월에는 67%, 12월에는 76%로 점점 높아지더니 대통령 취임일 직전인 1월 20일에는 워싱턴 포스트(WP)와 ABC방송의 여론조사에서 80%의 지지율을 받았다. 1930년대 이후 역대 대통령 중 가장 높은 수치다.
미국 내에서 오바마의 인기는 하늘을 찌르는 수준으로 전 신분 전 연령층에서 큰 인기를 얻고 있다. 단지, 만 70세 이상 백인 남성들에게서만 오바마에 대한 지지가 과반수가 되질 못했다. 오바마에 대한 지지도에서는 여성몰표, 흑인몰표는 물론 만40세 이하의 연령층에서 역시 몰표가 나왔다.

## 오바마노믹스
오바마의 경제철학은 서민들에게 경제적 기회를 더 부여한다는 것을 목표로 하고 있다. 그 이유는 지금 미국의 8분의 1의 국민들이 가난하고 6분의 1의 국민들은 비싼 의료비 때문에 걱정을 하기 때문이다. 이러한 걱정들을 덜어주기 위해서 오바마는 서민들에게 대책을 내놓을 계획이다.
서민들을 위한 정책으로는 다음과 같다.
- 생활임금 제공 : 오바마는 노동자들이 가난하게 살아서는 안된다고 생각하여 10년 동안 거의 오르지 않은 최저임금 7.25달러를 10달러까지 올린다고 했다. 7.25달러에서 10달러까지 올린다면 가족을 부양할 수 있게 되고 비싼 병원비에 대한 걱정을 조금 덜 수 있을 거라고 예상해서다.
- 근로소득 세액공제 확대 : 최저임금을 받는 전업노동자들은 현재 175달러에서 555달러로 3배가 넘는 근로소득 세액공제를 받을 수 있다.
- 유급 병가 일수 확대 : 거의 대부분의 미국 노동자들 절반은 유급 병가를 얻지 못한다. 임금이 낮은 곳은 전체 노동자의 4분의 1수준이 유급 병가를 받지 못 하기 때문에, 오바마는 이러한 노동자들에게 유급 병가 7일을 주는 것을 의무화할 계획이다.
- 오바마 케어 : 지금 거의 대부분의 가정에서는 보험에 의지하고 있을 것이고, 만약 보험이 없다면 비싼 진료비 걱정에 병원 가기를 두려워 하는 사람이 많아질 것이다. 이러한 걱정을 덜어주기 위해 오바마는 의료 보험 제도를 확대할 계획이다.
- 부자 증세: 오바마는 올해 미국 의회 발언에서 세금에 대한 서민들의 부담을 줄이기 위하여 재벌들의 세금을 인상하는 방안을 검토중이며, 미국 공화당의 반대로 아직은 법으로 만든건 아니지만, 오바마는 임기 내에 반드시 재벌들에 대한 세금을 올릴 계획이라고 밝혔다.

## 기타
구기종목을 굉장히 좋아하며 특히 농구와 축구를 매우 좋아한다. 농구의 경우 매일 할 정도로 애착이 강하며 축구도 이 못지 않게 좋아한다. 리오넬 메시의 팬이며 2022년 FIFA 월드컵에서 아르헨티나 축구 국가대표팀이 우승하자 매우 기뻐하며 메시에게 직접 우승을 축하한다는 메세지를 남기기도 했다.
그는 같은 당 출신 지미 카터 전 미국 대통령과 마찬가지로 개신교 신자이며, 침례회 소속이다. 어린 시절 어머니를 따라 성공회에서 세례를 받았고, 변호사 자격증을 취득한 1988년부터 2008년까지 그리스도연합교회를 20년간 출석했다. 그러나 2008년 대선 과정에서 교단의 담임목사였던 제레미아 라이트와 정치/교리적 노선으로 인한 불화가 생기면서 교단을 떠났다. 대통령 취임 후 그는 침레회 교회에 출석하였으며 퇴임 후에는 침례회와 감리회 교회를 번갈아가며 출석하고 있다. 오바마는 인터뷰에서 교파를 가리며 출석하지 않는다고 밝혔다.

## 저서 및 관련서적
저서의 내역은 한국어판을 기준하였다.
- 버락 오바마 (2007). 《담대한 희망(Audacity of Hope)》. 랜덤하우스코리아. ISBN 978-89-255-1105-4.
- 버락 오바마 (2007). 《내 아버지로부터의 꿈》. 랜덤하우스코리아. ISBN 978-89-255-1014-9.

2008년 4월 기준, 한국어판 관련서적 내역은 다음과 같다.
- 박성래 (2008). 《역전의 리더 검은 오바마》. 랜덤하우스코리아. ISBN 978-89-255-3055-0.
- 스티브 도허티 (2007). 《꿈과 희망-버락 오바마의 삶》. 송정문화사. ISBN 978-89-448-0302-4.
- 마틴 더퓌 (2008). 《오바마론(論)》. 늘봄. ISBN 978-89-88151-86-0.
- 모린 해리슨 외 (2008). 《우리가 믿을 수 있는 변화(오바마 연설문 모음집)》. 홍익출판사. ISBN 978-89-7065-132-3.
- 《열등감을 희망으로 바꾼 청소년의 리더 버락 오바마》.
- 데이비드 멘델 (2008). 《오바마 약속에서 권력으로》. 한국과 미국. ISBN 978-89-9067-313-8.

## 역대 선거 결과
| 선거명      | 직책명                     | 대수  | 정당   | 득표율  | 득표수 (선거인단)    | 결과 | 당락                     |
| ----------- | -------------------------- | ----- | ------ | ------- | -------------------- | ---- | ------------------------ |
| 1996년 선거 | 상원의원 (일리노이 제13부) | 90대  | 민주당 | 82.16%  | 48,592표             | 1위  | 일리노이 주의원 당선     |
| 1998년 선거 | 상원의원 (일리노이 제13부) | 91대  | 민주당 | 89.17%  | 45,486표             | 1위  | 일리노이 주의원 당선     |
| 2002년 선거 | 상원의원 (일리노이 제13부) | 92대  | 민주당 | 100.00% | 48,717표             | 1위  | 일리노이 주의원 당선     |
| 2004년 선거 | 상원의원 (일리노이 제3부)  | 109대 | 민주당 | 69.97%  | 3,597,456표          | 1위  | 일리노이주 상원의원 당선 |
| 2008년 선거 | 미국의 대통령              | 44대  | 민주당 | 52.93%  | 69,456,897표 (365명) | 1위  |                          |
| 2012년 선거 | 미국의 대통령              | 44대  | 민주당 | 51.1%   | 54,455,472표 (332명) | 1위  |                          |